# Abarth 500e
La Abarth 500e è una superutilitaria a propulsione elettrica prodotta dalla casa automobilistica Abarth a partire dal 2023. Questo nuovo modello si affianca alla Abarth 500 termica in listino dal 2008.
L'autovettura, disponibile esclusivamente con alimentazione elettrica, è la prima vettura Abarth a propulsione non termica.

## Descrizione

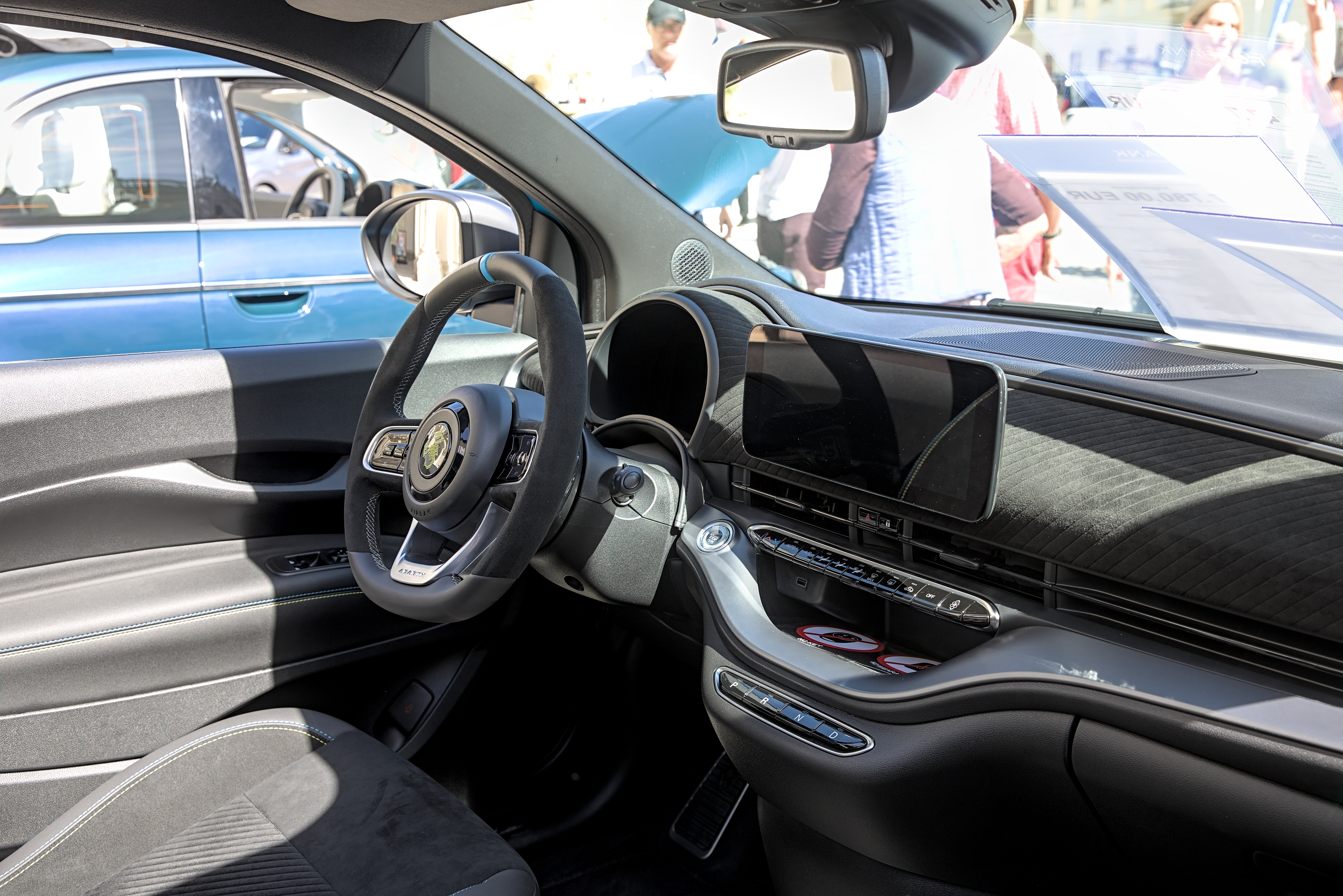
Interni

I primi muletti prototipali camuffati della vettura sono stati avvistati ad inizio novembre.
La seconda generazione dell'Abarth 500 è disponibile solo in versione elettrica. Presentata il 22 novembre 2022, con i primi esemplari sono stati consegnati a giugno 2023.
Al lancio è disponibile la serie limitata Scorpionissima in 1949 esemplari.
Rispetto alla 500 da cui parzialmente deriva, questa versione sportiva presenta esteticamente il logotipo Abarth che va a sostituire il logo "500" sul frontale. Anche il frontale e il paraurti anteriore è stato rielaborato per fornire più aria al radiatore del motore elettrico. L'Abarth 500e si distingue anche per lo spoiler e il diffusore al posteriore. Infine, all'interno, ci sono finiture e sedili specifici. Tecnicamente la vettura presenta un assetto ribassato e irrigidimenti vari, nonché un motore più potente.

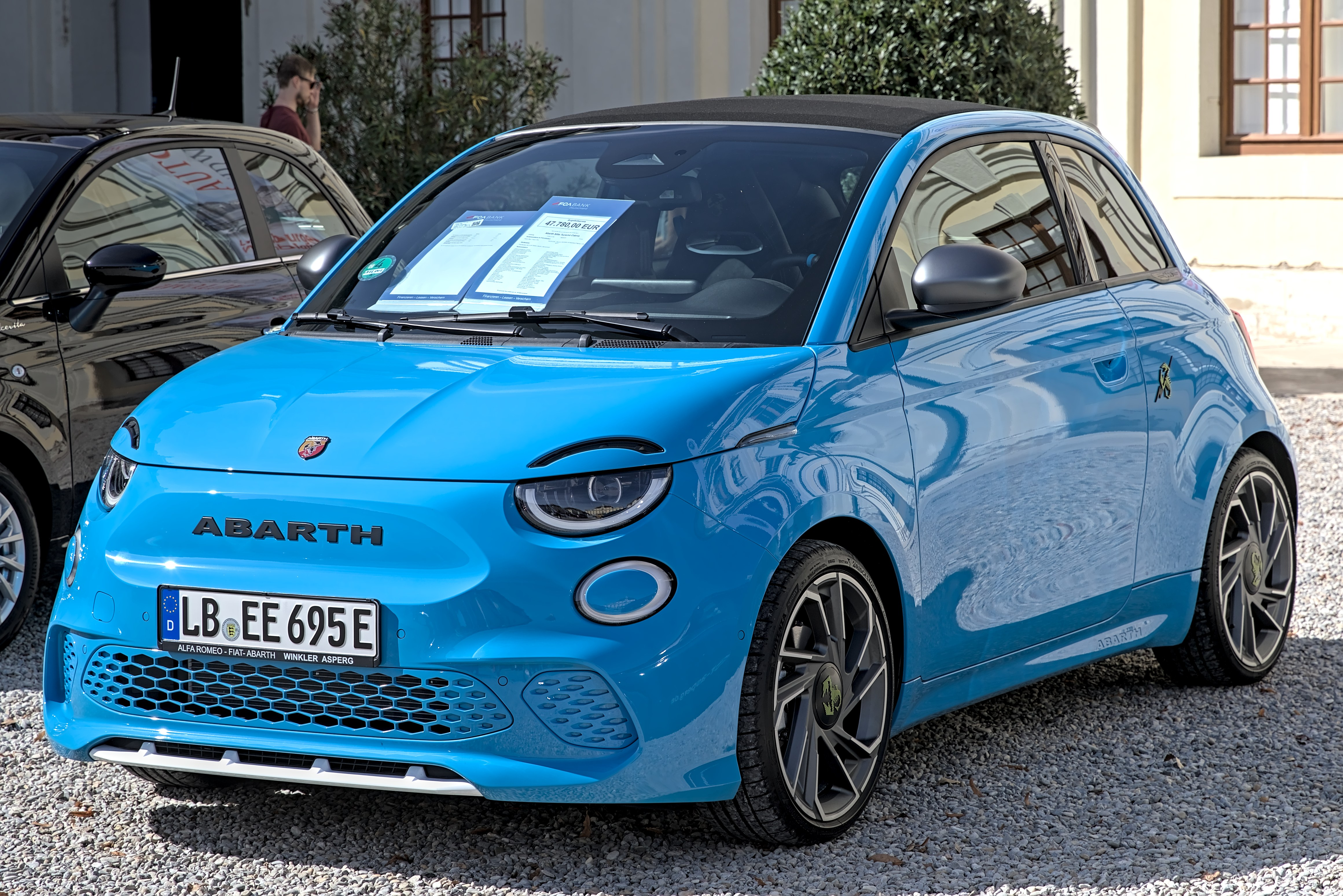
Abarth 500e Cabrio

Il motore elettrico montato anteriormente che muove le ruote anteriori da 114 kW (154 CV) e 235 Nm. I miglioramenti in termini di potenza e coppia erogata derivano da un migliore cablaggio dell'inverter e della batteria e da una riduzione del rapporto di trasmissione finale. L'Abarth inoltre è intervenuta anche sui freni, sostituendolo i tamburo posteriori  con dischi autoventilanti.
La vettura offre tre modalità di guida: Turismo, Scorpion Street e Scorpion Track. Per la prima, la potenza erogata è limitata a 136 CV (invece degli standard 154 CV), e il valore di coppia viene abbassato a 220 N·m (invece degli standard 235 N·m). La modalità Scorpion Street favorisce e massimizza la frenata rigenerativa durante le decelerazioni, quindi, come la modalità Turismo, simulando l'effetto frenante del motore di un'auto convenzionale dotata di cambio manuale,  consente di guidare anche con un solo pedale senza l'ausilio dei freni. Al contrario, la modalità Scorpion Track aumenta le prestazioni sacrificando l'autonomia.
Nei test eseguiti sul circuito di Balocco, l'Abarth 500e è in grado di completare un giro un secondo più veloce rispetto alla coeva Abarth 695. Il peso totale è di 1410 kg, di cui la batteria agli ioni di litio della LG pesa 295 kg. L'Abarth 500e ha una batteria con una capacità di 42,2 kWh (lorda) e 37,3 kWh (netta), offrendo un'autonomia dichiarata di circa 264 km nel ciclo di omologazione WLTP con le ruote standard da 17 pollici; invece con le ruote da 18 pollici l'autonomia cala a 253 km. 
Lo 0 a 100 km/h viene coperto in 7 secondi. Il caricabatterie di bordo da 85 kW consente di caricare la vettura all'80% in 35 minuti.